# Wiolonczela
Wiolonczela (wł. violoncello, skrót: vc.) – tenorowo-basowy instrument muzyczny strunowy z grupy smyczkowych.

## Budowa instrumentu

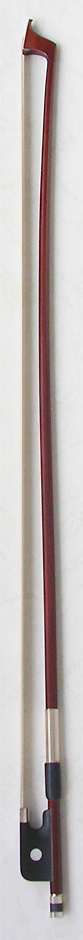
Smyczek wiolonczelowy

Instrument zbudowany na wzór skrzypiec, lecz posiada dwukrotnie dłuższy korpus i czterokrotnie wyższe boczki. 
W pełnowymiarowej wiolonczeli 4/4 długość pudła mierzona z tyłu wynosi 75,5 cm (29,7 cali). W pozostałych rozmiarach to odpowiednio: rozmiar 7/8: 70 cm (27,25 cali), 3/4: 66 cm (26 cala), 1/2: 58cm (23 cali), 1/4: 50,8 cm (20 cali), rozmiar 1/8: 45 cm (17,75 cali). Wysokość całego instrumentu pełnowymiarowego 4/4 (bez nóżki) ok. 120- 121 cm (ok. 47,5 cala). 
Wiolonczela składa się z dużego pudła rezonansowego z dwoma „efami” oraz szyjki z bezprogową podstrunnicą, zakończoną główką w charakterystycznym kształcie ślimaka. Struny, podparte na mostku (zwanym też podstawkiem), napinane są za pomocą klinowych naciągów – kołków, umieszczonych po obu stronach główki, z drugiej strony zaczepione są na strunociągu. Dla wygodniejszego strojenia używane bywają mikrostroiki.
Struny wiolonczeli były aż do 1 poł. XX w.  wykonywane z preparowanych jelit zwierzęcych lub z jelit owijanych np. srebrem. Współczesne wykonuje się je ze stali, z wyjątkiem strun używanych przez muzyków stosujących historyczną praktykę wykonawczą. 
Instrument posiada cztery struny, strojone w kwintach: C G d a . Partie wiolonczeli zapisywane są współcześnie w kluczu basowym, tenorowym oraz wiolinowym.
Barokowa odmiana wiolonczeli piccolo posiada 5 strun (C, G, d, a, e') oraz rozmiar (długość pudła) 69 cm. 
Współcześnie na wiolonczeli gra się na siedząco, obejmując kolanami pudło rezonansowe, wpierając ją o ziemię nóżką. Gryf, wznoszący się niemal pionowo w górę, znajduje się na wysokości przedramienia i ramienia. Instrument wchodzi m.in.  w skład kwartetu smyczkowego, orkiestry kameralnej i symfonicznej, a ponadto jest ważnym instrumentem solowym.

## Historia wiolonczeli

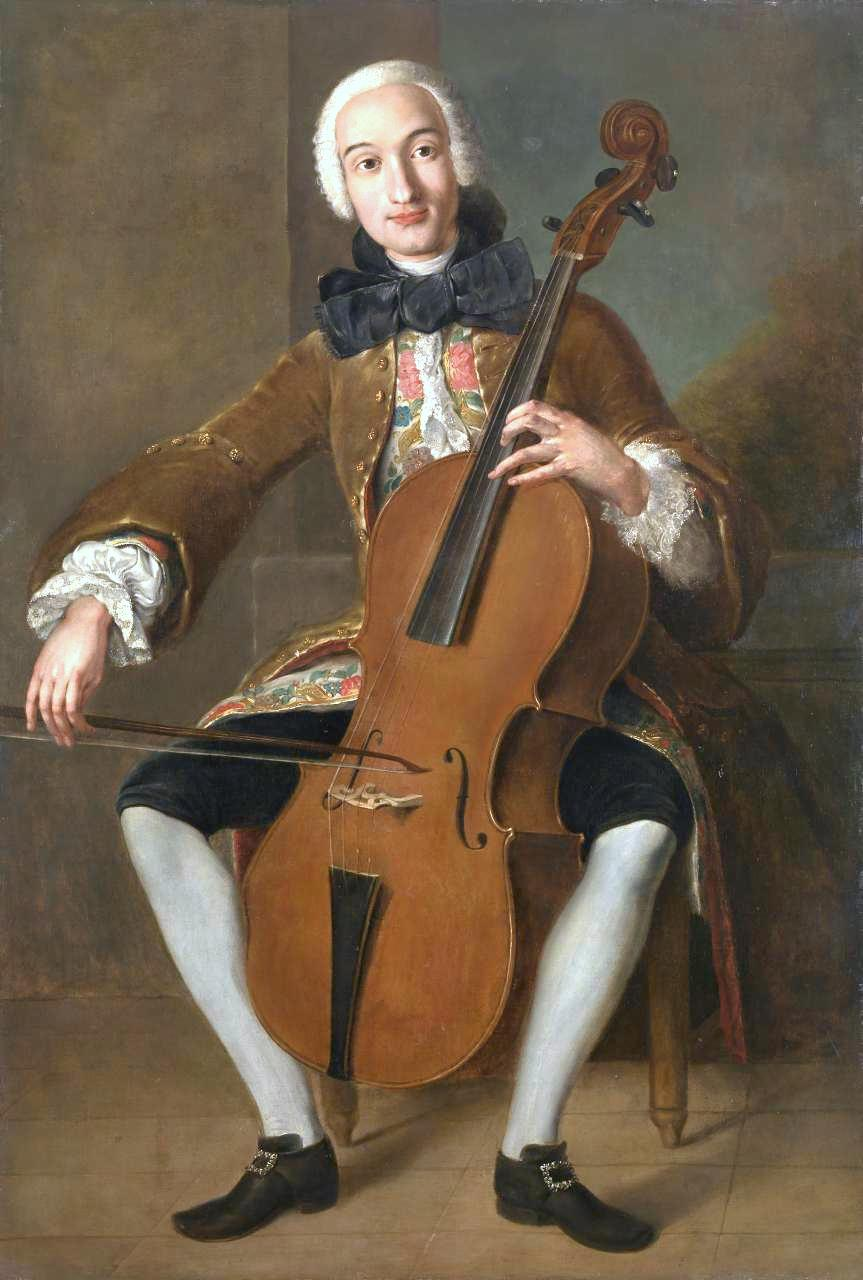
Luigi Boccherini, kompozytor i wirtuoz wiolonczeli (1764-7)

Początki wiolonczeli sięgają II poł. XVI wieku. Podobnie jak inne instrumenty z tej rodziny, skrzypce i altówka, wiolonczela wyewoluowała z violi da braccio. Instrument tego typu został wspomniany przez Martina Agricolę w 1529 r. Pisał on o basowym instrumencie smyczkowym posiadającym trzy struny. W innych pismach z tego okresu mówiło się też o wersji czterostrunowej. Pierwszym znanym twórcą wiolonczel był Nicola Amati (zm. 1684), jednak dopiero jego uczeń, Antonio Stradivari, stworzył obowiązujący do dzisiaj standard instrumentu; ustalił między innymi długość pudła rezonansowego na 29,5 cala (75 cm), o dwa cale mniej niż długość wiolonczeli Amatiego (80 cm). Uważa się, że swoją obecną formę wiolonczela zawdzięcza A. Stradivariusowi.

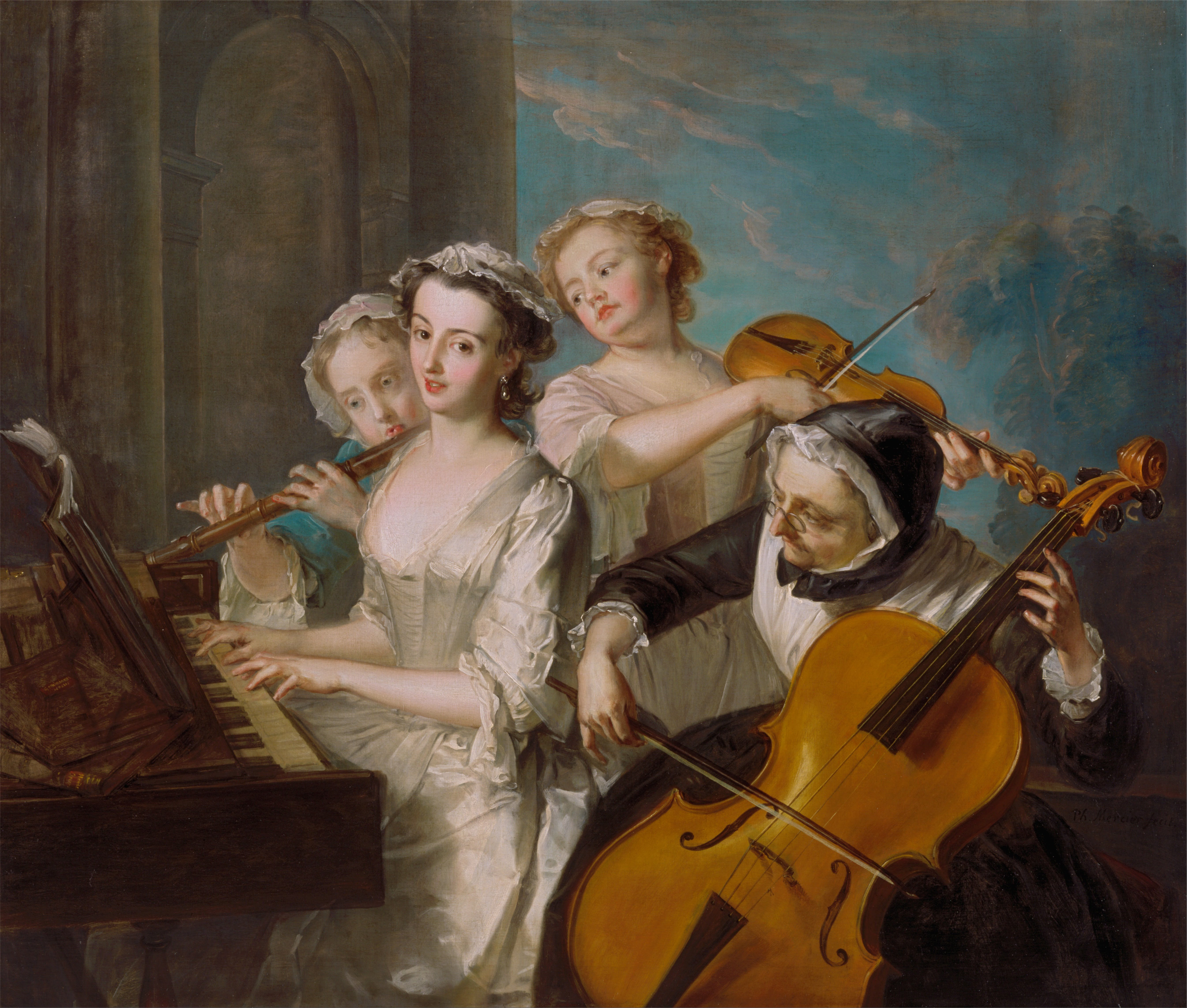
Kobieta grająca na wiolonczeli uchwytem ukośnym

Za pierwsze utwory solowe na wiolonczelę uznawane są kompozycje Domenica Gabriellego z 1689 r. Do często wykonywanych obecnie utworów barokowych na wiolonczelę bez towarzyszenia basu należy Sześć suit na wiolonczelę solo Johanna Sebastiana Bacha. W epoce baroku wiolonczela często była instrumentem realizującym podstawę harmoniczną, czyli basso continuo. W drugiej połowie XVIII wieku stopniowo usamodzielniała się – wypierając violę da gamba. Do emancypacji wiolonczeli przyczynił się m.in. Luigi Boccherini, wirtuoz tego instrumentu. Wiolonczela jest instrumentem koncertującym w wielu jego utworach kameralnych. Do zdobycia popularności przyczynił się też fakt, że grało na niej wielu arystokratów; wśród nich najsłynniejszym był Fryderyk Wilhelm II, król Prus (komponował dla niego także Boccherini). 
Ze względów obyczajowych na wiolonczeli grywali niemal wyłącznie mężczyźni. Do początków XX wieku kobiety-wiolonczelistki trzymały instrument ukośnie z boku, a nie, jak współcześnie, między nogami. 
W XIX i XX wieku powstały koncerty na wiolonczelę i orkiestrę, m.in. Roberta Schumanna, Camille’a Saint-Saënsa, Antonína Dvořáka i Edwarda Elgara, Wariacje na temat rokoko Piotra Czajkowskiego oraz utwory na mniejsze zespoły. Powstały także utwory na wiolonczelę solo, np. Sonata na wiolonczelę solo Zoltána Kodálya. Znakomici wykonawcy byli inspiracją dla kompozytorów, którzy ogromnie poszerzyli dość skromny dotychczas repertuar solowy na ten instrument. Szczególne zasługi dla „renesansu” wiolonczeli miał Mstisław Rostropowicz; ten wirtuoz i wielki pedagog wykształcił ogromną liczbę znakomitych solistów, którzy umocnili pozycję wiolonczeli jako instrumentu solowego, obok fortepianu i skrzypiec. Dla Rostropowicza komponowali m.in. Siergiej Prokofjew, Dmitrij Szostakowicz, Witold Lutosławski.
Najstarszymi zachowanymi wiolonczelami są dwa instrumenty wykonane ok. 1560–1570 przez Andreę Amatiego.

## Literatura wiolonczelowa
Literatura wiolonczelowa jest bardzo rozległa – wiolonczela bowiem była (i jest) wykorzystywana w niemal wszystkich gatunkach muzyki, głównie w muzyce klasycznej. W ostatnich dekadach używa się także wiolonczeli elektrycznej w muzyce pop. 

### Literatura wiolonczelowa baroku
- Koncerty Antonia Vivaldiego
- Koncerty Luigiego Boccheriniego (zwłaszcza Koncert B-dur)
- Suity wiolonczelowe Johanna Sebastiana Bacha.

### Literatura wiolonczelowa klasycyzmu
- Koncert C-dur Hob. VIIb/1 Josepha Haydna
- Koncert D-dur Hob. VIIb/2 Josepha Haydna
- Sonaty na fortepian i wiolonczelę Ludwiga van Beethovena.

### Literatura wiolonczelowa romantyzmu i nowsza
- Koncert a-moll Roberta Schumanna
- I Koncert a-moll op. 33 Camille’a Saint-Saënsa
- Koncert h-moll op. 104 Antonína Dvořáka
- Wariacje na temat rokokowy Piotra Czajkowskiego
- Koncert e-moll op. 85 Edwarda Elgara
- Don Kichot (poemat symfoniczny z solową wiolonczelą) Richarda Straussa
- Symfonia-koncert na wiolonczelę i orkiestrę op. 125 Siergieja Prokofjewa
- Concertino op. 132 Prokofjewa (ukończony przez Kabalewskiego)
- I Koncert wiolonczelowy Es-dur op. 107 Dmitrija Szostakowicza
- II Koncert wiolonczelowy G-dur op. 126 Szostakowicza
- Koncert wiolonczelowy Arama Chaczaturiana
- „Tout un monde lointain” Henri Dutilleux
- Koncert na wiolonczelę Witolda Lutosławskiego
- Koncert wiolonczelowy György Ligetiego
- Canti Amadei op. 63 i II Koncert wiolonczelowy op. 85 Krzysztofa Meyera
- The Protecting Veil Johna Tavenera
- Koncert na wiolonczelę i orkiestrę Arthura Honeggera
- Koncert wiolonczelowy d-moll Édouarda Lalo
- Sonata na wiolonczelę solo Zoltána Kodálya

## Wybitni wiolonczeliści

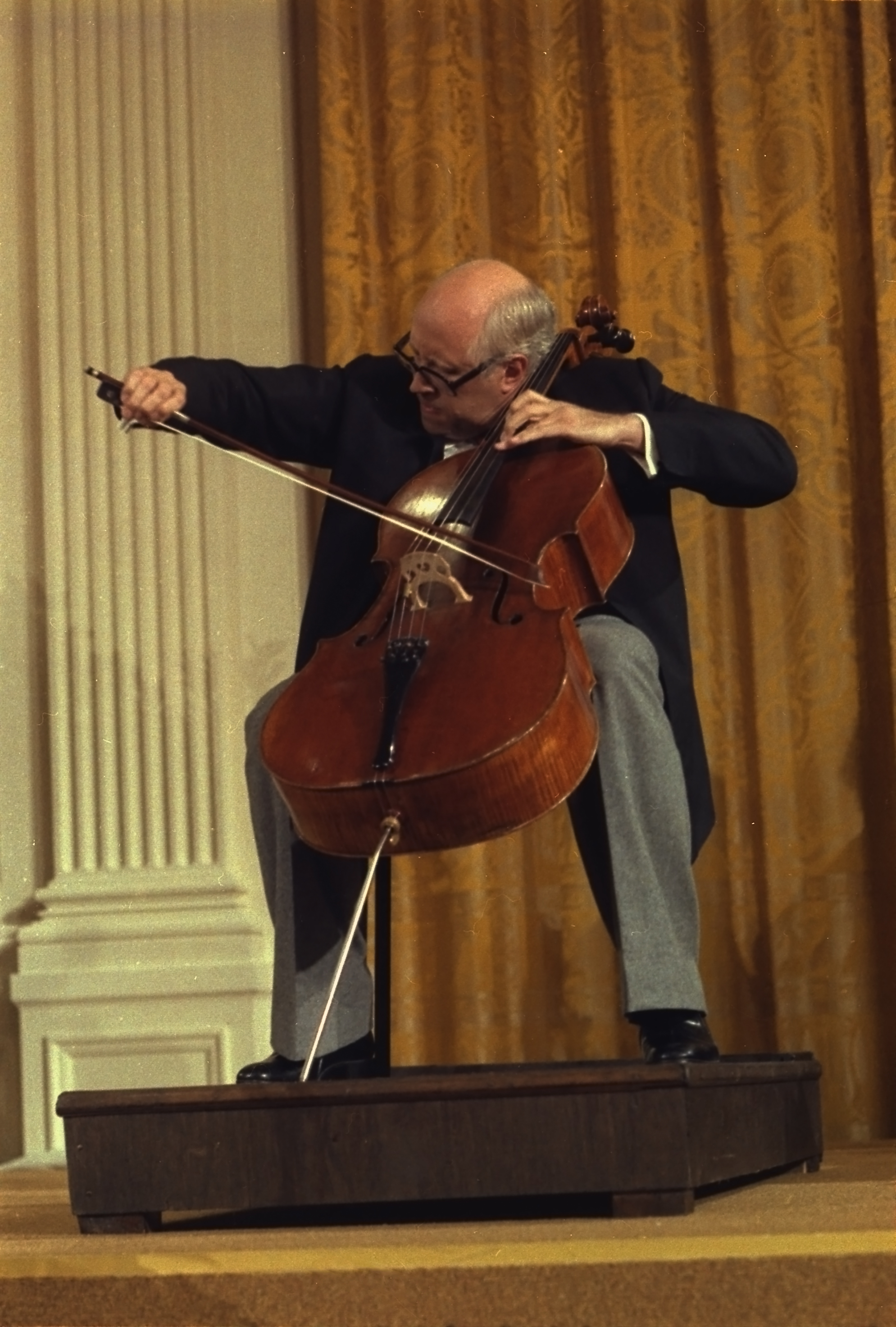
Mstisław Rostropowicz – najpopularniejszy wiolonczelista w XX wieku

- Auguste Franchomme
- Louis Pierre Martin Norblin
- Karł Dawydow
- David Popper
- Pablo Casals
- André Navarra
- Mstisław Rostropowicz
- Grigorij Piatigorski
- Antonio Janigro
- Daniił Szafran
- Wilfried Boettcher
- Jacqueline du Pré
- Zara Nelsova
- János Starker
- Siegfried Palm
- Perttu Kivilaakso
- Emanuel Feuermann
- Heinrich Schiff
- David Geringas
- Natalija Gutman
- Boris Piergamienszczikow
- Julian Steckel
- Lynn Harell
- Mischa Maisky
- Yo-Yo Ma
- Iwan Monighetti
- Doreen Vaanden
- Julius Berger
- Sol Gabetta
- Erik Friedlander
- Steven Isserlis
- Alisa Weilerstein